# Paulina von Mallinckrodt
Paulina von Mallinckrodt foi uma freira católica alemã.
Foi a fundadora da ordem das Irmãs da Caridade Cristã, (S.C.C.), cujo nome oficial é Irmãs da Caridade Cristã, Filhas de Nossa Senhora da Imaculada Conceição, uma entidade religiosa ligada a Igreja Católica e voltada ao ensino e ao cuidado de cegos.